# Cardedu
Cardedu település Olaszországban, Szardínia régióban, Ogliastra megyében. Lakosainak száma 1946 fő (2023. január 1.). Cardedu Bari Sardo, Gairo, Jerzu, Lanusei, Osini és Tertenia községekkel határos.

## Népesség
A település népességének változása:
| Lakosok száma | 1914 | 1928 | 1946 |
|               | 2017 | 2018 | 2023 |